# Тулейлип
Тулейлип (англ. Tulalip Indian Reservation) — индейская резервация, расположенная на Северо-Западе США в западно-центральной части штата Вашингтон.

## История
Резервация была создана договором Пойнт-Эллиотт от 22 января 1855 года для индейских племён залива Пьюджет-Саунд, описанных в договоре термином тулейлип, а в 1873 году была подтверждена исполнительным указом президента США Улисса Гранта.

## Объединённые племена тулейлип
Аборигенные народы, проживающие в Тулейлип, относятся к южным и центральным прибрежным салишам. После создания резервации, в племена тулейлип (англ. Tulalip Tribes) объединились следующие этносы:
- Дувамиши
- Снохомиши
- Снокуалми
- Верхние скаджиты
- Нижние скаджиты
- Самиши
- Стиллагуамиши
- Сок-Сиэтл

В 2010 году они насчитывали 3 044 человека.

## География
Резервация расположена на западе округа Снохомиш на берегу залива Порт-Сузан, рядом с западной границей города Мэрисвилл.
Общая площадь Тулейлип составляет 135,24 км², из них 89,99 км² приходится на сушу и 45,25 км² — на воду. Административным центром резервации является статистически обособленная местность Тулейлип-Бей.

## Демография
По данным федеральной переписи населения 2000 года в резервации проживало 9 246 человек.
В 2019 году в резервации проживало 9 846 человек. Расовый состав населения: белые — 6 896 чел., афроамериканцы — 95 чел., коренные американцы (индейцы США) — 1 688 чел., азиаты — 180 чел., океанийцы — 67 чел., представители других рас — 132 чел., представители двух или более рас — 788 человек. Плотность населения составляла 72,8 чел./км². Самым большим по численности из населённых пунктов резервации являлся Тулейлип-Бей.